# REScoop Vlaanderen
REScoop Vlaanderen is de koepelfederatie voor ICA energiecoöperaties in Vlaanderen. Het is deel van de Europese federatie REScoop.eu. De Vlaamse koepel werd opgericht in januari 2015. In de praktijk valt het secretariaat samen met dat van Ecopower in Berchem (Antwerpen).
De koepel omvat de volgende gewone en geassocieerde leden.
| Energiecoöperatie    | Werkingsgebied                                          | Adres                                         | Oprichtingsjaar | Aantal coöperanten |
| -------------------- | ------------------------------------------------------- | --------------------------------------------- | --------------- | ------------------ |
| Ampère cv            | Hamme                                                   | Burgemeester Lemmensstraat 42, 9220 Moerzeke  |                 | 170                |
| Beauvent cvba        | heel Vlaanderen                                         | IJzerdijk 47, 8600 Diksmuide                  |                 | 8.741              |
| BronsGroen cvba-so   | Limburg                                                 | Theresiastraat 29, 3500 Hasselt               |                 |                    |
| Brupower cv          | Brussels Gewest                                         | Bisséstraat 17 bus 29, 1070 Anderlecht        | 2022            | 133                |
| Campina Energie cvba | Antwerpse Kempen                                        | Dageraadstraat 16, 2300 Turnhout              | 2015            | 1.902              |
| CoopStroom cvba-so   | Brugge en ommeland, West-Vlaanderen                     | Rapaertstraat 18, 8310 Brugge                 | 2017            | 1.371 (mei 2024)   |
| Denderstroom cvba    | regio Dender, Oost-Vlaanderen                           | Keizersplein 29, 9300 Aalst                   |                 | 504                |
| Druifkracht CV       | Druivenstreek, Vlaams-Brabant                           | Pater Isidoor Taymansstraat 46, 3090 Overijse |                 | 399                |
| ECoOB cv             | Oost- (Vlaams)-Brabant                                  | Roeselveld 1, 3020 Herent                     | 2018            | 1.302 (mei 2025)   |
| Ecopower cvba        | heel Vlaanderen                                         | Posthoflei 3 bus 3, 2600 Berchem              |                 | 65.000             |
| EnerGent cvba        | Gent en Oost-Vlaanderen                                 | Slachthuisstraat 30, 9000 Gent                |                 | 2.000              |
| Klimaan cvso         | groot Mechelen                                          | Vaartdijk 9, 1981 Hofstade (Zemst)            | 2019            | 1.200 (eind 2023)  |
| Megawattpuur         | Sint-Niklaas en het Waasland                            | Tulpenstraat 39, 9100 Sint-Niklaas            |                 | 314                |
| Navitas cvso         | Demerbekken van de provincies Vlaams-Brabant en Limburg | Lazarijstraat 100, 3294 Diest                 |                 |                    |
| Noordlicht           | Noordrand van Brussel                                   | Leopold Nantierlaan 21, 1933 Sterrebeek       |                 | 416                |
| Pajopower cvba-so    | Pajottenland, Vlaams-Brabant                            | Paddenbroekstraat 12, 1755 Gooik              |                 | 500                |
| Stroomvloed cv       | Oost-Vlaanderen                                         | Roombaardstraat 18, 9810 Nazareth             | 2017            | 580                |
| Vlaskracht cvba      | Zuid-West-Vlaanderen, West-Vlaanderen                   | Evolis 104, 8530 Harelbeke                    |                 | 669                |
| Volterra cvba        | Meetjesland, Oost-Vlaanderen                            | Blekkersdijk 7, 9988 Watervliet               |                 | 650                |
| ZonneWind cvba       | Zandhoven en ommeland                                   | Hallebaan 29, 2240 Zandhoven                  |                 | 409                |
| ZuidtrAnt cvba-so    | zuidrand van Antwerpen                                  | Mayerlei 130, 2640 Mortsel                    |                 | 730                |

Geassocieerde leden:
- Core cvba-so: studentencoöperatie Leuven, Vlaams-Brabant
- EnergieID : meten en opvolgen van energie, water, afval en transport, individueel én collectief

Sinds 16 mei 2021 bestaat het Coöperatief Elektrisch Deelauto Netwerk (CEDAN), een samenwerkingsverband tussen Vlaamse coöperaties actief in groene energie en coöperatieve elektrische deelauto's. Deze coöperaties zijn allen lid van REScoop Vlaanderen. Coöperanten van deze coöperaties kunnen gebruik maken van de elektrische deelwagens van CoopStroom/Klimaan.